# Лембаки
Лембаки (індонез. Suku Lembak) — народ в Індонезії, на острові Суматра.

## Розселення і чисельність
Живуть у суміжних районах провінцій Південна Суматра та Бенгкулу. У Південній Суматрі населяють місто Лубуклінґау індонез. Kota Lubuklinggau, райони Муарабеліті (індонез. Muara Beliti), Муаракелінгі (індонез. Muara Kelingi) в окрузі Мусі-Равас (індонез. Musi Rawas) та район Тебінгтінгі (індонез. Tebing Tinggi) в окрузі Емпат-Лаванг (індонез. Empat Lawang). У провінції Бенгкулу розселені в окрузі Кепагіанг (індонез. Kepahiang), районах Падангулактандінг (індонез. Padang Ulak Tandign), Синдангкелінгі (індонез. Sindang Kelingi) в окрузі Реджанг-Лебонг (індонез. Rejang Lebong), Карантінгі (індонез. Karang Tinggi) й Талангемпат (індонез. Talang Empat) в окрузі Центральне Бенгкулу (індонез. Bengkulu Tengah) та в місті Бенгкулу (індонез. Kota Bengkulu, адміністративному центрі провінції.
Чисельність лембаків за даними перепису населення Індонезії 2000 року становила 145 тис осіб, тому числі 77,2 тис у провінції Бенгкулу.
У провінції Бенгкулу лембаки називають себе синданг-келінгі або лембак-синданг-мердека, в районах Карантінгі й Талангемпат — лембак-делапан, в районах Муарабеліті й Муаракелінгі — салінг; інші місцеві назви: чол (чул), лембак-буланг, лембак-беліті.

## Мова
Говорять лембацькою мовою, яку частіше називають чол (Col). Вона належить до числа малайських мов. Має чотири діалекти: лембак-делапан, синданг-келінгі, лембак-беліті, лубуклінґау.
Лембаки мають позитивне ставлення до рідної мови, вона активно використовується у повсякденному житті всіма віковими категоріями.
Також користуються індонезійською мовою, офіційною мовою Індонезії. Сферою її використання є державні установи та освітня галузь. Ще володіють мусі-малайською мовою, зокрема її міським діалектом Палембанга, ця мова використовується переважно в торгових стосунках із сусідніми народами Південної Суматри.
Писемною мовою лембаків є індонезійська. Існує граматика лембацької мови, її викладають у початкових класах школи.

## Релігія
За віросповіданням лембаки є мусульманами-сунітами.
Вона старанно дотримуються вимог ісламу, регулярно ходять до мечеті, але поряд із цим зберігають залишки старих анімістичних вірувань. Більшість їх вірить у силу невидимих духів, що населяють священні місця. Для зцілення хворих люди часто звертаються до шаманів, які займаються вигнанням злих духів.

## Господарство
Основне заняття лембаків — землеробство, а головною продовольчою культурою є рис. Вирощують як вологий, так і суходільний рис. Деякі займаються вирощуванням каучуку, кави, олійної пальми. Плантаційне господарство більш поширене в околицях міста Бенгкулу.
Вельми поширеним серед лембаків є виробництво цегли, вони спеціалізуються на цій продукції в регіоні. Секрети формування, складання, випалювання цегли передаються з покоління в покоління. Пересічна лембацька цегельня випускає по 500—600 цеглин на день. Продукція гуртовими партіями продається безпосередньо будівельникам.
Дуже поширена дрібна торгівля, яку ведуть лембацькі жінки прямо на ґанку своєї хати. Продають овочі, яйця, іграшки, домашню їжу, напої, печиво.

## Суспільство
Сімейна система лембаків є патріархальною, а походження відстежується як за батьківською, так і за материнською лінією. Після весілля молодята можуть жити у власній хаті або разом із батьками одного з них.
Дотримання сімейних цінностей є визначальною ознакою цієї етнічної групи. Люди все роблять заради сім'ї, і сім'я дуже згуртовує людей. Жінки допомагають чоловікам працювати в полі. Старші діти також допомагають батькам, як у в полі, так і вдома.
У лембаків існує багато термінів для позначення членів сім'ї: першого сина називають данг, другого — донга, третього — дочик; існують і різні терміни для дочок. Порядок народження і стать відіграють певну роль у тому, як діти звертаються до старших родичів, а також сторонніх людей. Голову родини називають за іменем першого сина: батько такого-то.

## Побут
Традиційні хати були дерев'яними, ставили їх на палях. Вони є гнучкими під час землетрусів. Простір під хатою використовувався для зберігання дров, там також тримали домашніх тварин. Такі хати можна побачити й у наші дні, але більшість тепер живе в хатах з бетону та інших сучасних матеріалів.
Приготування їжі є жіночою справою, часто це роблять колективно, особливо на свята. Готують їжу на відкритому повітрі або в приміщенні, але не в кімнатах, де живуть люди. Зазвичай готують уранці на весь день.
Основу харчування становить рис зі спеціями. Перець чилі, цибулю-шалот, часник, коріандр, кардамон, сіль подрібнюють до стану пасти, а тоді підсмажують на олії. Далі додають м'ясо, яке часто заливають кокосовим молоком і варять протягом декількох годин, поки м'ясо не стане ніжним і просякнутим ароматами. Все це подають з рисом. Якщо м'яса немає, використовують овочі, які попередньо обсмажують.
На найважливіших церемоніях і урочистостях подають традиційний жовтий рис. Його готують з використанням кокосового молока, а жовтий колір він отримує від тумерику, який додається під час приготування.
Бенкет є обов'язковим заходом на всіх святах. Зазвичай їжу спочатку подають чоловікам, які сідають колом. Їжу на великих тацях ставлять посередині, а кожний учасник отримує власну чисту тарілку. Кожен набирає собі все, що йому подобається. Жінки їдять так само, але після того, як чоловіки скінчили трапезу.
Все в домі тримається на матері. Лембацькі жінки прокидаються дуже рано й починають свою щоденну роботу. Вранці вони можуть сходити за продуктами на базар або в сусідній магазин. Повернувшись додому, готують їжу, займаються пранням, прибирають у хаті. У перервах між домашніми справами жінки продають щось із того, що є в домі, ходять в гості до інших жінок або просто відпочивають.

## Народні традиції
Лембаки дуже поважають і дотримуються старих традицій, мають багато цікавих свят.
Традиційне лембацьке весілля відбувається протягом двох днів. Перший день наповнений традиційними церемоніями та формальностями, на другий день приймають гостей. Обов'язковою церемонією є так званий «весільний душ», коли молодих обливають кокосовим молоком під звуки традиційного рогу. Потім, перед тим як зайти до хати, вони мають походити по сирому рису. Таці з рисом рядочком стоять на їхньому шляху, а пройтися по них слід так, щоб на стати ногою на землю. Ця церемонія символізує щастя і процвітання, яке має чекати на молодят у шлюбі. На вході часто стоїть невелике дерево, гості навішують на нього гроші, які приносять на подарунок молодій парі.
Народження дитини — це радість для всієї громади. Дитина для них — це подарунок Бога, а піклуватися про неї слід починати ще до народження. Лембаки вважають, що коли дитина починає рухатись в утробі матері, вона отримує душу. Вагітна купається в цитрусовій воді, спеціально приготованій місцевим шаманом. Крім того, шаман дає їй шпильку, яку носять приховано під одягом. Обидві ці традиції мають охороняти дитину від злих духів. Вагітність оточує багато табу, сильною є ідея захисту від «злого ока».
Церемонію з приводу народження дитини прийнято проводити через сім днів після того, як вона з'явилася на світ, але можна й пізніше. Головними подіями свята є жертва тварини та обрізання волосся дитини. Сім'я має зарізати двох кіз, якщо народився хлопчик, або одну, якщо народилась дівчинка. Третину м'яса роздають бідним, решта йде на бенкет для всієї громади. Їжу починають готувати ще за кілька днів до події. Якщо народилася дівчинка, готують солодку кашу (варену суміш рисового борошна, пальмового цукру і кокосового молока), а якщо хлопчик — солону кашу (з курячим бульйоном і смаженою цибулею). Рано вранці в день свята починають бити в барабани, закликаючи людей на свято. Всі святково вдягнені. Виносять дитину, благословляють її. Тоді батько, а за ним поважні гості та члени сім'ї обрізають у дитини по пасму волосся і вкладають його в кокосовий горіх, останньою це робить мати дитини. Гості насолоджуються стравами з колективного столу, проголошують вітання і вручають подарунки сім'ї..
Перші 40 днів після народження дитини є особливими в її житті. Вважається, що в цей час вона ще «бачить» світ духів, і тому потребує ретельного захисту. Вона не може покидати хати й перебуває під постійним наглядом батьків та родичів. Дитина оточена різноманітними амулетами. Матері не дозволяється виконувати будь-яку роботу. Батько ставить перед хатою лампу, яка горить протягом сорока днів; це допоможе зберегти душу малюка «світлою». Після сорока днів мати і дитина можуть вільно виходити з дому. Часто з цієї нагоди відбувається спеціальна церемонія.
Лембаки відомі своїми традиційними барабанами, які звуться рабана. Будь-яка подія в селі не обходиться без групи барабанщиків. В наші дні існують більш сучасні форми розваг, але в лембацькому суспільстві  рабана не втратили своєї популярності. Крім великих чоловічих, існують ще малі жіночі барабани, які є місцевою версією тамбурина; їх також називають рабана. Групи жінок-барабанщиць також можна побачити на традиційних церемоніях та інших урочистостях.